# Artist Trading Cards

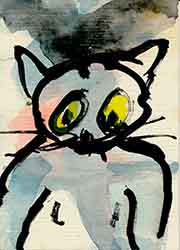
Artist Trading Card von M. Vänçi Stirnemann

Artist Trading Cards (ATC) ist eine Collaborative Cultural Performance, die 1997 vom Schweizer Künstler M. Vänçi Stirnemann initiiert worden ist. ATC haben das gleiche Format wie kommerzielle Fussball- oder Hockeybilder. Es sind Miniaturkunstwerke – Unikate oder kleine original Editionen –, die getauscht und gesammelt werden.

## Das Projekt
Artist Trading Cards sind Kärtchen vom Format 64 × 89 mm (2 ½ × 3 ½ inches). Das Format entspricht den kommerziellen Trading Cards (Eishockey- oder Fussballtauschkärtchen), die in Nordamerika eine lange Tradition haben. Sie werden individuell gestaltet und anschliessend getauscht – vorwiegend an Trading Sessions, wie sie bis heute in etwa 30 Städten in Europa, Kanada, den USA und Australien regelmässig stattfinden. ATC sind Unikate oder kleine Editionen. Materialien, Themen und Techniken sind frei wählbar. Auf der Rückseite werden die Kärtchen signiert und datiert, Editionen werden nummeriert. Das Projekt ist nicht exklusiv, das heisst es dürfen nicht nur etablierte Künstler mitmachen. Inspiriert von der Fluxus-Bewegung und von Mail-Art, ist es als Gegenbewegung zum Kunstmarkt konzipiert. Im Zentrum der kollektiven open-end-Performance steht nicht das einzelne Werk oder der einzelne Künstler, sondern der Austausch.

## Sammlungen, Editionen und Ausstellungen
M. Vänçi Stirnemann hat selbst insgesamt mehr als 17'000 ATC gestaltet, davon über 14'000 getauscht (d. h., sie sind heute in anderen Sammlungen). Zwischen 1997 und 2004 hat er 333 ATC-Editionen herausgegeben, mit einer Auflage von 20 Exemplaren pro Edition. Für jede Edition haben 15 Leute je 20 original Kärtchen beigesteuert. Insgesamt waren am Editionsprojekt über 800 Leute aus 40 Ländern beteiligt. 2002 begann Cat Schick Editionen von Sister Trading Cards (STC) herauszugeben, mit ATC ausschliesslich von Frauen.
1997 fand im INK.art&text in Zürich eine erste Ausstellung mit 1200 ATC von M. Vänçi Stirnemann statt (in diesem Rahmen auch die erste Trading Session). Ebenfalls 1997 zeigte Don Mabie (alias Chuck Stake) Artist Trading Cards am Alberta College of Art and Design in Calgary, Kanada. Im April 1998 zeigte die Staatliche Akademie der Bildenden Künste Stuttgart copy-left Artist Trading Cards Editionen und im Juli 1998 wurden in Arnhem und Nijmegen in Holland ATC-Ausstellungen und Trading Sessions organisiert. Im Juli 1998 zeigte die New Gallery in Calgary die Ausstellung Hot Town: Artist Trading Cards in the Summer (kuratiert von Don Mabie). Vom 15. Oktober bis 27. Dezember 1998 fand im Kunsthaus Zürich eine Ausstellung mit Artist Trading Cards Editionen statt, und im Mai 1999 eine Ausstellung mit Trading Session im Kunsthaus Aarau.
2000 fand in Calgary, Kanada, eine Artist Trading Cards Biennial statt und 2003 eine grosse Ausstellung im Kunstverein Stuttgart. Im Mai 2002 wurde im Cabaret Voltaire (dem „Geburtsort“ von Dada) in Zürich mit einer öffentlichen Trading Session der 5. Geburtstag der ATC gefeiert. In den folgenden Jahren fanden an verschiedenen Orten in Europa, Kanada, den USA und Australien Ausstellungen statt und ATC wurden in verschiedenen Publikationen und Katalogen publiziert (meist in Performance-Katalogen mit kleiner Auflage). Es gab Zeitungsartikel und TV-Sendungen über ATC. 2015 zeigte M. Vänçi Stirnemann Artist Trading Cards im Rahmen einer Einzelausstellung am Joli Mois de Mai in Biel/Bienne. Ebenfalls 2015 fand eine Ausstellung mit Trading Session im Max-Frisch-Bad in Zürich statt.

## Historischer Kontext
Das Artist-Trading-Cards-Projekt macht Anleihen bei unterschiedliche künstlerischen Bewegungen und kommerziellen Formaten. Die Miniaturmalerei hat eine lange Tradition in der Kunst – von der mittelalterlichen Buchmalerei über Miniaturen auf Schmuck, Schatullen und Döschen der Renaissance bis zum Aufkommen von Miniatur-Kuriositäten, Souvenirs oder pornographischen Darstellungen während des Viktorianischen Zeitalters. Die Osmanische Miniaturmalerei war eine hoch ästhetisierte und ornamentale Buchgestaltungskunst der osmanischen Aristokratie. Sie amalgamierte westliche und östliche Kunstformen und war insbesondere von der Persischen Miniaturmalerei beeinflusst.
Der Ursprung der modernen Trading Cards geht auf die Zigarettenbilder zurück, die im späten 19. Jahrhundert aufkamen (1875 legte die die US-amerikanischen Tabakfabrik Allen & Ginter den Zigarettenschachteln erstmals Sammelbilder bei) und ab dem Ersten Weltkrieg durch billigere Drucktechniken und höheren Auflagen zu einem Massenprodukt wurden. In Deutschland wurde das Sammeln von Zigarettenbildern vor allem in den 1930er und 1940er Jahren zu einer Art Massensport der Alltagskultur; die Auflagen der Alben gingen in die Millionen, die der Bilder in die Milliarden. Beliebte Sujets waren Schauspieler, Mode, Sport, Natur und Tiere, Flaggen und Uniformen, Exotika, Technik und Verkehr. 1955 verbot die Bundesregierung die Beigabe von Sammelbildern zu Tabakprodukten, worauf die Zigarettenbilder verschwanden. Sie wurden in den 1960er Jahren von Fussballbildern abgelöst, die zuerst vom italienischen Unternehmen Panini hergestellt und verbreitet wurden.
Ein dritter – konzeptueller – Einfluss waren Kunstbewegungen des 20. Jahrhunderts, die sich für eine nicht elitäre, alltagsnahe Kunst starkmachten: für Kunst aus und innerhalb der Gesellschaft statt lediglich für Museen und Auktionen. In dieser Hinsicht hat das ATC-Projekt Affinitäten mit der Fluxus-Bewegung und mit Robert Fillious Begriff der fête permanente, der création permanente oder des eternal network. Die „Partizipationskunst“ als interaktiver Prozess kam in den 1950er Jahren auf und wurde in unterschiedlichen Genres weiterentwickelt – in der Performance- und Aktionskunst, in Happenings, im Mail-Art-Projekt und in der Medienkunst.

## Kunstmarkt und Kommerzialisierung
Das Kunstprojekt Artist Trading Cards wurde als Gegenbewegung zum kommerzialisierten Kunstmarkt lanciert; das Verkaufen von Kärtchen widerspricht dem Konzept. Dennoch wurde das Projekt von anderen später kommerzialisiert. Um rechtliche Probleme in Bezug auf Geistiges Eigentum zu umgehen, figurieren kommerzielle Bewegungen zum Teil unter anderem Namen, z. B. ACEO (Art Cards, Editions and Originals). Auf Internetauktionen wie eBay wurden immer wieder einzelne ATC, Editionen und ganze Sammlungen versteigert.